# Milk and Honey (немецкая группа)
Milk and Honey (рус. Молоко и мёд) — германо-алжирский музыкальный дуэт, созданный в 2006 музыкантами Аннь Роз и Манэл Фильяли.

## Участники группы
- Аннь(«Milk»)Роз родилась 17 марта 1985[1] в городе Дерзум (в Нижней Саксонии рядом с Меппеном). Она была членом немецкой группы Preluders.
- Манэл («Honey»)Фильяли родилась 11 декабря 1981 в Алжире (в Хуссин Дае).

## Дискография

### Альбомы
- 2007 — Elbi ( Сердце Мое )

1. Elbi (Сердце Мое) (Intro)
2. Habibi JeT'aime (любимый я тебя люблю)
3. Layla (ночь)
4. Seven Seconds (7 секунд)
5. Blush (Краснеть)
6. Didi (забери) (Radio Mix)
7. All Over Me (Всё обо мне)
8. Heart & Soul (Сердце и Душа)
9. Prove Your Love (докажи что любишь)
10. We Love (Мы любим)
11. Mon Cheri (Милый Мой)
12. Open Up Your Eyes (Открой глаза)

### Синглы
- 10 ноября, 2006: «Habibi (je t’aime)»
- 7 сентября, 2007: «Didi»
- 15 февраля, 2008: «7 seconds»